# Payera glabrifolia
Payera glabrifolia är en måreväxtart som beskrevs av J.-f.Leroy, P. Buchner och Christian Puff. Payera glabrifolia ingår i släktet Payera och familjen måreväxter.
Artens utbredningsområde är Madagaskar. Inga underarter finns listade i Catalogue of Life.